# Едді Каррі
Едді Каррі (англ. Eddy Curry; нар. 5 грудня 1982 року) — американський професійний баскетболіст. З 2012 року є гравцем клубу «Чжэцзян Голден Буллз»(Китай). Вибраний на драфті 2001 під 4 номером «Чикаго Буллз».

## Кар'єра
В дебютному сезоні Каррі не показав якихось надзвичайних результатів, оскільки проводив на майданчику досить мало часу. Про Каррі загооврили після сезону 2002-03, коли він став першим в НБА за процентом попадань з гри. У цьому сезоні Каррі набирав в середньому 10.5 очок за гру при частці влучних кидків 0.585. Варто зазначити, що Каррі у сезоні 2002-03 проводив на майданчику менше 20 хвилин з гру, хоч і взяв участь в 81 з 82 ігор регулярної першості.
У 2005 Каррі переходить в «Нью-Йорк Нікс». Поки що, згідно зі статистикою, найкращий сезон Каррі — сезон 2006-07. У цьому сезоні Каррі взяв участь у 81 грі регулярної першості, і щоразу був у стартовій п'ятірці. Набирав в середньому 19.5 очок та 7.0 підбирань за гру, на майданчику проводив 35.2 хвилин за гру.
22 лютого 2011 Каррі перейшов у «Тімбервулвз». Клуб викупив його контракт 1 березня 2011 — Каррі став вільним агентом, не зігравши за «Тімбервулвз» жодної гри.
У грудні 2011 року підписав контракт з «Маямі Хіт».

### Статистика кар'єри в НБА

#### Регулярний сезон
| Сезон   | Команда         | GP  | GS  | MPG  | FG%   | 3P%   | FT%  | RPG | APG | SPG | BPG | PPG  |
| ------- | --------------- | --- | --- | ---- | ----- | ----- | ---- | --- | --- | --- | --- | ---- |
| 2001–02 | Чикаго Буллз    | 72  | 31  | 16.0 | .501  | .000  | .656 | 3.8 | .3  | .2  | .7  | 6.7  |
| 2002–03 | Чикаго Буллз    | 81  | 48  | 19.4 | .585  | .000  | .624 | 4.4 | .5  | .2  | .8  | 10.5 |
| 2003–04 | Чикаго Буллз    | 73  | 63  | 29.5 | .496  | 1.000 | .671 | 6.2 | .9  | .3  | 1.1 | 14.7 |
| 2004–05 | Чикаго Буллз    | 63  | 60  | 28.7 | .538  | .000  | .720 | 5.4 | .6  | .3  | .9  | 16.1 |
| 2005–06 | Нью-Йорк Нікс   | 72  | 69  | 25.9 | .563  | .000  | .632 | 6.0 | .3  | .4  | .8  | 13.6 |
| 2006–07 | Нью-Йорк Нікс   | 81  | 81  | 35.2 | .576  | 1.000 | .615 | 7.0 | .8  | .4  | .5  | 19.5 |
| 2007–08 | Нью-Йорк Нікс   | 59  | 58  | 25.9 | .546  | .000  | .623 | 4.7 | .5  | .2  | .5  | 13.2 |
| 2008–09 | Нью-Йорк Нікс   | 3   | 0   | 4.0  | 1.000 | .000  | .333 | 1.3 | .0  | .0  | .0  | 1.7  |
| 2009–10 | Нью-Йорк Нікс   | 7   | 0   | 8.9  | .381  | .000  | .588 | 1.9 | .0  | .0  | .1  | 3.7  |
| 2011–12 | Маямі Гіт       | 14  | 1   | 5.9  | .462  | .000  | .750 | .9  | .1  | .0  | .1  | 2.1  |
| 2012–13 | Даллас Маверікс | 2   | 0   | 12.5 | .500  | .000  | .250 | 2.0 | .0  | .0  | .0  | 4.5  |
| Кар'єра |                 | 527 | 411 | 24.9 | .545  | 1.000 | .642 | 5.2 | .5  | .3  | .7  | 12.9 |